# Тихоокеанский томкод
Тихоокеанский томкод, или американская тресочка (лат. Microgadus proximus) — вид морских лучепёрых рыб из семейства тресковых. Распространены в северо-восточной части Тихого океана.

## Описание
Нижняя челюсть короче верхней. На нёбе нет зубов. Подбородочный усик короткий. На первой жаберной дуге 26—28 жаберных тычинок. Три спинных и два анальных плавника, чётко отделены друг от друга. Вторые лучи брюшных плавников немного удлинённые, но не достигают начала первого анального плавника. Боковая линия светлая, идёт прямо от головы до конца второго спинного плавника, а затем изгибается вниз и продолжается до начала хвостового плавника. На голове нет пор боковой линии. Окончания парапофизов не расширены. Хвостовой плавник усечённый. Окраска верхней части тела оливково-зеленая, брюхо светлое. Окончания плавников тёмные.
Максимальная длина тела 30 см.

## Биология
Придонные рыбы, обитают на глубине от 25 до 120 м над песчаными грунтами, отмечались до глубины 260 м. Могут заходить в опреснённые воды.
Питаются беспозвоночными (креветки, амфиподы, изоподы, гастроподы, моллюски) и мелкими рыбами.

## Ареал
Распространены в северо-восточной части Тихого океана от юго-востока Баренцева моря, Алеутских островов и залива Аляска до центральной Калифорнии.